# Portrait de Pietro Bembo
Le Portrait de Pietro Bembo est un tableau peint par Titien vers 1539. Il est conservé à la National Gallery of Art à Washington.